# Nicolas Lesne
Nicolas Lesne, född 30 september 1979 är en fransk tidigare handbollsspelare, vänsternia. Lesne har spelat i Halmstad-laget HK Drott med vilka han bland annat deltagit i EHF Champions League säsongerna 2002/2003 och 1999/2000.